# Kurt Van Herck
Kurt Van Herck (* 1965 in Westmeerbeek) ist ein belgischer Jazzmusiker, der als Instrumente Saxophon, Klarinette und Flöte beherrscht.

## Wirken
Van Herck studierte am Jazz Studio in Antwerpen, wo er Schüler von Dennis Luxion und John Ruocco war und in Kontakt mit Jacques Pelzer kam. Seit 1986 arbeitete er mit Musikern der belgischen Szene wie Dré Pallemaerts, Bert Joris, Diederik Wissels, Erwin Vann, Frank Vaganée, Philippe Aerts, Michel Herr, Daniel Romeo, Éric Legnini, Michel Hatzigeorgiou, Riccardo Del Fra, Serge Lazarevitch, Nathalie Loriers und Kris Goessens zusammen. Er trat auch mit Popmusikern wie Viktor Lazlo, Kadja Nin, Axelle Red sowie Chantal Acda und mit internationalen Jazzmusikern wie Joe Lovano, Larry Schneider, Dave Liebman, Alain Jean-Marie, Archie Shepp, Joe Haider, Slide Hampton oder Bob Mover auf.
Van Herck arbeitete mit kleineren Formationen wie dem Serge Lazarevitch Quintet, dem Nathalie Loriers Quartet, der Diederik Wissels Group und der Gruppe von Amina Figarova zusammen. Er ist Mitglied des Brussels Jazz Orchestra. Als Bigband-Spieler arbeitete er weiterhin mit dem BRT Jazz Orchestra, der Act Big Band, der Dizzie Gillespie Big Band und der französischen Big Band Passage zusammen.
1993 gründete er das Kurt Van Herck-Kris Goessens Quartet (mit Nicolas Thys und Dré Pallemaerts), die Gruppe All The Way (mit Daniel Romeo, Kris Goessens und Dré Pallemaerts) und das Kurt van Herck Trio (mit Karl van Deun und Michel Seba). Seit 1995 unterrichtet er am Königlichen Konservatorium Antwerpen Jazzsaxophon, Ensemble- und Bigbandspiel. Im gleichen Jahr veröffentlichte er mit seinem Quartett das Album Another Day, Another Dollar.

## Preise und Auszeichnungen
Van Herck vertrat 1988 Belgien in der Bigband der EBU. Mit dem Nathalie Loriers Quartet gewann er 1990 den Wettbewerb der französischsprachigen Radios. 1997 wurde er mit dem Django d’Or ausgezeichnet.

## Diskographie (Auswahl)
- Another Day, Another Dollar, 1995
- Le Mariage, 2006
- Cinema Paradiso: Empty Empty, 2024 (mit Eric Thielemans, Willem Heylen sowie Jozef Dumoulin)[1]

### Als Sideman
- Serge Lazarevitch Quartet: London Baby, 1990
- Diederik Wissels: Kamook, 1992
- Serge Lazarevitch: Walk With A Lion, 1993
- Michel Herr & Archie Shepp: Just Friends, 1993
- Diederik Wissels & David Linx: If One More day, 1993
- Steve Houben: Année Sax 1994, 1994
- Diederik Wissels: The Hillock Songstress, 1994
- Félix Simtaine: Intensive Act, 1996
- Diederik Wissels: From This Day Forward, 1997
- Brussels Jazz Orchestra: The September Sessions, 1999
- Amina Figarova Septet: Firewind, 1999
- Olivier Collette: Joy & Mystery, 2001
- Brussels Jazz Orchestra: The Music of Bert Joris, 2002
- Nathalie Loriers Trio+Extensions: Tombouctou, 2002
- Amina Figarova Septet: Night Train, 2002
- Kenny Werner & Brussels Jazz Orchestra: Naked in the Cosmos, 2003
- Saxkartel: Airdance, 2004 (mit Robin Verheyen, Sara Meyer und Tom Van Dyck)
- Philip Catherine, Bert Joris & Brussels Jazz Orchestra: Meeting Colours, 2005
- Amina Figarova Septet: Come Escape with Me, 2005
- Saxkartel: Yellow Sounds and other Colours, 2007
- Mimi Verderame: Wind, 2011
- Diederik Wissels: The Hillock Songstress, 2014
- Tutu Puoane & Brussels Jazz Orchestra: We Have a Dream, 2018